# Idaea angusta
Idaea angusta är en fjärilsart som beskrevs av Butler 1896. Idaea angusta ingår i släktet Idaea och familjen mätare. Inga underarter finns listade i Catalogue of Life.